# فرودگاه یادمان منطقه هاتن
فرودگاه یادمان منطقه هاتن (به انگلیسی: Houghton County Memorial Airport) یک فرودگاه همگانی بهره‌برداری هوایی با کد یاتا CMX است که یک باند فرود آسفالت دارد و طول باند آن ۱۹۸۲ متر است. این فرودگاه در کشور ایالات متحده آمریکا قرار دارد و در ارتفاع ۳۳۴ متری از سطح دریا واقع شده‌است.